# Лень, Василий Емельянович
Василий Емельянович Лень (23 сентября 1909, село Карповка, Изюмский уезд, Харьковская губерния, Российская империя — 10 января 2000) — бригадир тракторной бригады Лиманской МТС Сталинской области, Украинская ССР. Герой Социалистического Труда (1948).

## Биография
Родился в 1909 году в крестьянской семье в селе Карповка Изюмского уезда (в советское время: до 2016 года — Краснолиманский район, затем — Лиманский район, с 2020 года — Краматорский район). В ноябре 1941 года призван в Красную Армию по мобилизации. Участвовал в Великой Отечественной войне. С 1944 года воевал шофёром в составе 28-й армейской роты по сбору трофейного имущества 70-й Армии 1-го Белорусского фронта. После демобилизации летом 1946 года возвратился в родное село. Трудился трактористом, бригадиром тракторной бригады Лиманской машинно-тракторной станции.
В 1947 году бригада под его руководством собрала в среднем с каждого гектара по 22,6 центнера пшеницы с площади 163 гектаров. Указом Президиума Верховного Совета СССР от 10 мая 1948 года удостоен звания Героя Социалистического Труда за «получение высоких урожаев пшеницы при выполнении колхозом обязательных поставок и натуроплаты за работу МТС в 1947 году и обеспеченности семенами зерновых культур для весеннего сева 1948 года» с вручением ордена Ленина и золотой медали «Серп и Молот» (№ 2002).
С 1969 года — персональный пенсионер союзного значения. Умер в январе 2000 года.
Награды
- Герой Социалистического Труда
- Орден Ленина
- Орден Отечественной войны 2 степени (11.03.1985)
- Медаль «За боевые заслуги» (16.11.1944)